# 1863年の相撲
1863年の相撲（1863ねんのすもう）は、1863年の相撲関係のできごとについて述べる。

## できごと
この年の春場所は、将軍徳川家茂の上洛により、7月に延期された。

## 興行
- 6月場所（大坂相撲）[2]
  - 興行場所:天満砂原屋敷
- 7月場所（江戸相撲）[2]
  - 興行場所:本所回向院
  - 晴天10日間興行
- 11月場所（江戸相撲）[3]
  - 興行場所:本所回向院
  - 晴天10日間興行
    - 9日目で打ち切り。